# Super Sabrina
Super Sabrina è il secondo album della cantante italo disco Sabrina.
È stato pubblicato in Italia nel tardo 1988 e nel resto d'Europa nella primavera 1989. Comprende i singoli All of Me (Boy Oh Boy), My Chico, Like a Yo-Yo (in Italia utilizzata come sigla di chiusura del programma di prima serata Odiens) e Gringo. Ha ottenuto notevoli risultati nelle classifiche d'Europa. È stata poi pubblicata anche una versione con remix, intitolata Super Sabrina Remix.

## Tracce
1. Like a Yo-Yo
2. All of Me (Boy Oh Boy)
3. Doctors Orders
4. Funky Girl
5. My Chico
6. Pirate of Love
7. Guys and Dolls
8. Sex
9. Gringo (inclusa nell'album di remix Super Sabrina Remix)

## Classifiche
| Classifica | Posizione |
| ---------- | --------- |
| Svezia     | 39        |
| Svizzera   | 28        |